# Krebssee (Mölln)
Der Krebssee in der Gemeinde Lehmrade in der Nähe von Mölln ist von ovaler Form, misst an der schmalsten Stelle 210 Meter, die größte Länge beträgt 570 Meter, in der Seemitte ist er 12 Meter tief.
Das Gewässer gehört zu einer eiszeitlich entstandenen, in Nord-Süd-Richtung ausgerichteten Seenkette im Hellbachtal, die aus Schmal-, Lütauer, Drüsen-, Krebs-, Lott- und Schwarzsee besteht.
Das Wasser des Krebssees ist sehr sauber und durch den hohen Kalkgehalt türkis gefärbt, es existieren keine oberirdischen Zu- oder Abflüsse. Auch heute noch beherbergt er Flusskrebse. Erreichbar ist das von Mischwald umrahmte Gewässer nur zu Fuß oder mit dem Fahrrad. Am Ostufer befindet sich eine Badestelle. Am westlichen Ufer gibt es Kolonien aus Seerosen. 